# 弗里肖夫·莫滕松
弗里肖夫·莫滕松（瑞典語：Frithiof Mårtensson，1884年5月19日—1956年6月20日），瑞典男子摔跤运动员。他曾代表瑞典参加1908年夏季奥林匹克运动会摔跤比赛，获得男子古典式中量级金牌。